# Eritrichium longifolium
Eritrichium longifolium là loài thực vật có hoa trong họ Mồ hôi. Loài này được Decne. mô tả khoa học đầu tiên năm 1843.